# Trestienii de Sus, Prahova
Trestienii de Sus este un sat în comuna Dumbrava din județul Prahova, Muntenia, România.
Așezarea este atestată documentar în anul 1831.